# Corrensite
La corrensite (simbolo IMA: Crr) è un minerale appartenente alla classe minerale dei "silicati e germanati" con composizione chimica (Ca,Na,K)1-x(Mg,Fe,Al)9(Si,Al)8O20(OH)10 • n(H2O).
Strutturalmente appartiene ai fillosilicati.

## Etimologia e storia
La corrensite è stata chiamata in questo modo da Friedrich Lippmann nel 1954 in onore di Carl Wilhelm Correns (1893 - 1980), professore di mineralogia e petrografia all'Università di Gottinga (Germania), direttore del Sedimentary Petrology Institute e vincitore della medaglia Roebling nel 1976.

## Classificazione
Nella Sistematica dei lapis (Lapis-Systematik) di Stefan Weiß la corrensite è elencata nella classe dei "silicati" e da lì nella sottoclasse dei "silicati stratificati"; questa è ulteriormente suddivisa, e la corrensite si trova nella sezione dei "minerali argillosi, regolarmente stratificati; gruppo della montmorillonite" dove forma il sistema nº VIII/H.18 insieme a lunijianlaite, saliotite, kulkeite, aliettite, rectorite, tarasovite e tosudite.
La nona edizione della sistematica minerale di Strunz, che è stata aggiornata l'ultima volta dall'Associazione Mineralogica Internazionale (IMA) nel 2009, elenca la corrensite nella classe "9. Silicati (germanati)" e da lì nella sottoclasse "9.E Fillosilicati"; questa è ulteriormente suddivisa in modo che la corrensite possa essere trovata in base alla sua struttura nella sezione "9.EC Fillosilicati con fogli di mica, composti di reti di tetraedri e ottaedri" dove insieme a brinrobertsite, kulkeite, lunijianlaite, rectorite, saliotite, dozyite, tosudite, karpinskite, aliettite e idrobiotite forma il sistema nº 9.EC.60.
Tale classificazione è mantenuta anche nell'edizione successiva proseguita dal database "mindat.org" e chiamata Classificazione Strunz-mindat.
Anche la sistematica dei minerali secondo Dana, che viene utilizzata principalmente nel mondo anglosassone, classifica la corrensite nella classe dei "silicati e germanati" e lì nella sottoclasse dei "minerali fillosilicati". Qui si trova insieme ad aliettite, dozyite, glagolevite, kulkeite, lunijianlaite, rectorite, saliotite e tosudite nel "gruppo alternato clorite-smectite" con il sistema nº 71.04.02 all'interno della sottosezione "fillosilicati: strati di anelli a sei membri, alternati 1:1, 2:1 e ottaedrici".

## Abito cristallino
La corrensite cristallizza nel sistema ortorombico con gruppo spaziale sconosciuto. I parametri reticolari sono a = 5,337 Å, b = 9,215 Å e c = 29,0 Å, oltre a 2 unità di formula per cella unitaria.

## Origine e giacitura
La corrensite proviene da diversi ambienti sedimentari, che hanno prodotto rocce clastiche, carbonatiche, vulcanoclastiche o evaporitiche. La corrensite è anche un prodotto di alterazione idrotermale, può formarsi in condizioni diagenetiche retrograde. In questi ambienti è stata trovata associata a illite, clorite, laumontite, gesso, anidrite, quarzo e dolomite.
La corrensite, pur essendo stata rinvenuta in diversi siti sparsi per il mondo, è un minerale raro. La sua località tipo è la cava "Zaisersweiher" presso Maulbronn nel Baden-Württemberg (Germania); sempre in Germania la corrensite è stata rinvenuta nelle cave di gesso presso Witzenhausen, in Assia.
In Italia i siti per la corrensite sono l'isola d'Ischia (Campania), i comuni di Palagano e Canossa (Emilia Romangna) e Porto Azzurro (Toscana).
Sempre in Europa la corrensite è stata trovata a Żywiec (Polonia); Detva (Slovacchia); Filipstad e Karlsborg (Finlandia); nel Worcestershire (Inghilterra) e a Powys (Galles); a Monesterio (Spagna); a Pécs, Hetvehely e Lábatlan (Ungheria); a Mývatn nella contea di Suður-Þingeyjarsýsla (Islanda).
In altri Paesi del mondo la corrensite è stata trovata nei rajon di Ust'-Bol'šereckij e Elizovskij (territorio della Kamčatka), sulla Penisola del Tajmyr (territorio di Krasnojarsk), nel Mirninskij ulus (Sacha) e sull'isola di Iturup, tutti in Russia; in diverse contee statunitensi tra le quali, per citarne alcune, le contee di Santa Clara, Boulder e di Durham; ad Agadez (Nigeria); sulle isole Kermadec, nel Southland e il distretto di Hauraki (tutti in Nuova Zelanda); nella prefettura di Aomori (Giappone); nella regione di Cuyuni-Mazaruni (massiccio della Guiana); sull'isola di Viti Levu (isole Fiji).
La corrensite è stata trovata anche nell'Oceano Pacifico nell'ambito del progetto Deep Sea Drilling"